# Praxeliopsis
Praxeliopsis es un género monotípico de plantas de la familia de las asteráceas. Su única especie, Praxeliopsis mattogrossensis es originaria de Brasil, donde se encuentra en el Pantanal, distribuidas en el Mato Grosso.

## Taxonomía
Praxeliopsis mattogrossensis fue descrita por  Graziela Maciel Barroso  y publicado en Archivos do Jardim Botânico do Rio de Janeiro 9: 176. 1949.